# Die Kinder der Villa Emma
Die Kinder der Villa Emma (auch: Wir sind am Leben) ist ein österreichischer Fernsehfilm aus dem Jahr 2016 von Nikolaus Leytner. Die Produktion wurde am 23. März 2016 im ORF erstmals ausgestrahlt. Im Ersten wurde der Film am 30. März 2018 gezeigt. Titelgebend ist die Villa Emma in der Nähe der italienischen Stadt Nonantola bei Modena. In den Jahren 1942/43 war sie Zufluchtsort für 73 jüdische Kinder vor der Verfolgung durch die Nationalsozialisten.

## Handlung
Erzählt wird die auf einer wahren Begebenheit beruhende Geschichte einer Gruppe jüdischer Kinder, die mit Hilfe der von Recha Freier gegründeten Kinder- und Jugend-Alijah im Frühjahr 1941 von Wien aus aufbrechen, um nach Palästina zu flüchten. Darunter befinden sich die 14-jährige Wienerin Betty Liebling und die 17-jährige, aus Berlin stammende Tilla Nagler. Betty lässt ihren Vater, der sich nach Amerika durchschlagen möchte, ihre Großmutter und ihre beste Freundin Paula in Wien zurück.
Ihre Flucht führt sie zunächst über die Grenze südlich von Graz nach Zagreb, wo sie allerdings bedingt durch den Einmarsch der deutschen Wehrmacht im April 1941 nicht lange bleiben können. Nachdem Georg, einer der Gruppenbegleiter, bei einem Rettungsversuch erschossen wird, müssen Josko und Helga, deren Mann in Palästina auf sie wartet, alleine mit der Gruppe weiter. Auf der Reise schließt sich der Überlebenskünstler Marco Schoky dem Kindertransport an. Die weitere Flucht führt sie nach Slowenien in ein heruntergekommenes Jagdschloss in Lesno brdo. 
Aber auch hier drängen die Nazis nach, die Gruppe flieht daher weiter nach Nonantola in der italienischen Poebene, wo die leerstehende Villa Emma im Juli 1942 von einer jüdischen Hilfsorganisation angemietet wurde und auch eine zweite, aus vierzig jüdischen Kindern und Jugendlichen aus Kroatien bestehende, Gruppe untergebracht wird. Dort erlebt Betty mit dem bosnischen 17-jährigen Salomon ihre erste Liebe. Nach dem Sturz von Benito Mussolini im Juli 1943 besetzen die Nationalsozialisten auch diese Region, die Bewohner Nonantolas verstecken die Kinder der Villa Emma vor den Nazis. In Folge geht die Flucht weiter in die Schweiz. Der an Tuberkulose erkrankte Salomon muss zurückbleiben, er wird von den Nazis ins KZ Auschwitz gebracht, wo er ums Leben kommt. Von der Gruppe haben sonst alle überlebt, von deren Familien allerdings kaum jemand.

## Produktion und Hintergrund
Die Dreharbeiten fanden im Juli und August 2015 statt, gedreht wurde in Österreich, Italien und Slowenien. Drehorte waren unter anderem Wildon, Deutschlandsberg und das Schloss Hornegg in Preding in der Steiermark sowie Originalschauplätze in Nonantola. Produziert wurde der Film von der Graf Filmproduktion GmbH, beteiligt waren der Österreichische Rundfunk und die ARD (Degeto), unterstützt wurde die Produktion von Cine Art Styria. Für den Ton zeichnete Max Vornehm verantwortlich, für das Kostümbild Uli Fessler und für das Szenenbild Isidor Wimmer.
Zeitzeuge Ari Rath, der selbst einst mit einem Kindertransport von Wien nach Palästina gelangte, fungierte als historischer Berater der Produktion.
Mit der Premiere in Velden war eine Benefizaktion verbunden, die Initiative für Kärnten spielte rund 6000 Euro für das Flüchtlingshaus Lukasweg ein.

## Rezeption

### Kritiken
ORF-Fernsehdirektorin Kathrin Zechner sagte mit Verweis auf die Flüchtlingskrise in Europa ab 2015: „Dieser Film ermahnt und erinnert uns damals wie heute an unsere Verantwortung gegenüber den Schwächsten auch über unsere Grenzen hinweg. Er führt uns anhand der Schicksale der Kinder eindringlich vor Augen, wie sehr wir Menschlichkeit, aber auch Unmenschlichkeit leben können und wie sehr gesellschaftliche Verantwortung, Opportunismus, Empathie und Grausamkeit menschliche Züge sind, zwischen denen wir uns sehr klar entscheiden können.“
Danielle Spera, Direktorin des Jüdischen Museums Wien äußerte sich wie folgt: „Es ist eine Geschichte der Menschlichkeit, Solidarität und Hilfsbereitschaft, des Nicht-Zögerns, wenn man aufgefordert wird, spontan zu helfen. Die Menschen, die halfen, hatten sich dadurch selbst in Lebensgefahr begeben. Ein berührender Film, den man gesehen haben muss.“
DerStandard.at schrieb unter dem Titel Willkommenskultur anno 1941: „Heute würde man diese Mädchen und Burschen unbegleitete Flüchtlingskinder nennen, und es ist gut, dass die Autorin Agnes Pluch und der Regisseur Nikolaus Leytner den Wahnsinn aus Krieg, Tod und Vertreibung in historischen Einzelbiographien zu fassen versuchen.“
Tilmann P. Gangloff von tittelbach.tv schrieb: „Der Film ist geprägt von erdigen Farbtönen; für die einzigen Farbkleckse sorgen die roten Hakenkreuzfahnen. Wie Mehltau liegt der Respekt vor der historischen Bedeutung über den Bildern; die Inszenierung ist derart gediegen, als verbiete es ein ungeschriebenes Gesetz, auch die wenigen Momente der Unbeschwertheit heiter wirken zu lassen. Und es wird zu viel erklärt. Größtes Manko sind jedoch die Figuren, von denen keine einzige echte Tiefe hat.“
Jasmin Herzog lobte auf prisma.de das außerordentliche Gespür für große wie kleine Konflikte. Das Damoklesschwert, dass sie jederzeit auffliegen und deportiert werden könnten, halte die Spannung permanent aufrecht. Zudem überzeuge der Film auch emotional. Sie bezeichnete den Film als „spannendes Stück Zeitgeschichte, das mit seinen zutiefst menschlichen Themen und Konflikten berühre und eine andere Perspektive auf den Krieg und den Holocaust eröffne“.
Oliver Armknecht bewertete den Film auf film-rezensionen.de mit sechs von zehn Punkten. Der Film erinnere an Die Kinder von Windermere (2020), beide behandelten die Schwierigkeit, in einer Welt des Schreckens ein normales Leben zu führen, wie man es als junger Mensch verdienen würde. Das solide Drama habe mit seinem historischen Szenario selbst einem heutigen Publikum viel zu sagen.
tvspielfilm.de urteilte: „Frisch, klug und sehr bewegend erzählt“.

### Einschaltquote
Die Erstausstrahlung im ORF verfolgten im Durchschnitt 536.000 Zuseher, der Marktanteil lag bei 20 Prozent.
In der ARD erreichte die Erstausstrahlung 3,16 Millionen Zuschauer, der Marktanteil betrug 9,7 Prozent.

## Auszeichnungen
- 2016: Fernsehpreis der Österreichischen Erwachsenenbildung an Nikolaus Leytner und Agnes Pluch[13]